# Max-Planck-Gymnasium (Duisburg)
Das Max-Planck-Gymnasium Duisburg ist ein städtisches Gymnasium für Jungen und Mädchen im Duisburger Stadtteil Meiderich (bzw. Mittelmeiderich). Sein Einzugsgebiet liegt im Allgemeinen im Stadtbezirk Meiderich-Beeck bzw. dem nahen Duisburger Norden, der hauptsächlich die Stadtteile Unter-, Mittel- und Obermeiderich, Ruhrort, Laar, Beeck und Beeckerwerth, teilweise aber auch Neumühl und Hamborn einschließt. Anfang 2014 besuchten 1131 Schüler das Max-Planck-Gymnasium, die von 77 Lehrern und 10 Referendaren unterrichtet werden.

## Geschichte und Aufbau
Das seit 1895 existierende Hauptgebäude des heutigen Max-Planck-Gymnasiums wurde 1902 offiziell zum Gymnasium für Jungen, erhielt 1947 seinen jetzigen Namen und führte 1971 die Koedukation ein. Neben dem Hauptgebäude (A) wurden 1960 zusätzlich zwei Pavillons (B und C) errichtet, die vornehmlich für die Unter- bzw. Erprobungsstufe genutzt werden. Der heutige Haupttrakt (A, B, C und Turnhalle) des Max-Planck-Gymnasiums befindet sich an der Werner-Wild-Straße (benannt nach einem ehemaligen im Dienst verunglückten Schulleiter) in Meiderich. Zusätzlich wurde 1993 der Gebäudekomplex einer ehemaligen Hauptschule an der benachbarten Hollenbergstraße mit einbezogen, der als Abteilung (H) für die Oberstufe (meist auch die 10. Klassen) genutzt wird.

## Sonstiges
Das Max-Planck-Gymnasium war im Besitz eines Schullandheimes in Udenbreth in der Eifel (Schullandheim Werner Wild), das 1951 erworben wurde und seither das Hauptziel für Klassenfahrten der Unter- und Mittelstufe darstellt. Wegen finanzieller Schwierigkeiten wurde das Schullandheim des Max-Planck-Gymnasiums 2007 verkauft.
Das Max-Planck-Gymnasium liegt verkehrsgünstig zwischen zwei Bus- und U-Bahn-Stationen (Auf dem Damm, Meiderich Bahnhof) und direkt an Meiderichs Haupteinkaufsstraße, der Fußgängerzone Von-der-Mark-Straße.

## Kooperation
Seit einigen Jahren arbeitet die Schule für die Oberstufe organisatorisch mit der benachbarten Gesamtschule Meiderich zusammen. In vielen dünn besetzten Kursen wie den zweiten Fremdsprachen oder Informatik werden sogenannte Kooperationskurse angeboten. Dieses Konzept wurde in den letzten Jahren auch auf andere Schulen erweitert, sodass vor allem in ausgefalleneren Leistungskursen (Sport, Erdkunde, Kunst, Geschichte, Sozialwissenschaften etc.) Kooperationskurse mit verschiedenen Gymnasien und Gesamtschulen in Duisburg-Mitte stattfinden.